# Boston Celtics 1980-1981
La stagione 1980-81 dei Boston Celtics fu la 35ª nella NBA per la franchigia.

## Storia
Nell'ambito di un giro di scambi con i Golden State Warriors, Red Auerbach riuscì a portare a Boston il centro Robert Parish e l'ala grande Kevin McHale. Questi due giocatori insieme a Larry Bird, tutti destinati ad entrare nella Hall of Fame, faranno dei celtics una squadra dominante negli anni successivi. La stagione regolare si concluse con un record di 62-20, il migliore della NBA. Nei play-off i Celtics vinsero senza affanno con i Chicago Bulls in 4 partite. Nella finale di conference s'imposero sui Philadelphia 76ers in sette gare, con un tiro vincente di Larry Bird nei secondi finali. In finale affrontarono gli Houston Rockets vincendo la serie per 4 a 2. Cedric Maxwell fu nominato MVP della finale.

### Eastern Conference
| Squadra            | V  | P  | %    | GB |
| ------------------ | -- | -- | ---- | -- |
| Boston Celtics C   | 62 | 20 | 75,6 | -  |
| Philadelphia 76ers | 62 | 20 | 75,6 | -  |
| N.Y. Knicks        | 50 | 32 | 61   | 12 |
| Washington Bullets | 39 | 43 | 47,6 | 23 |
| N.J. Nets          | 24 | 58 | 29,3 | 38 |

## Roster
| \| Pos. \| Num. \| Naz. \| Nome \| Altezza \| Peso \| Data nascita \| Provenienza \| \| ---- \| ---- \| ---- \| ----------------- \| ------- \| ------ \| ------------ \| --------------------- \| \| G \| 7 \| \| Archibald, Tiny \| 185 cm \| 150 kg \| 02-09-1948 \| Texas–El Paso \| \| A \| 33 \| \| Bird, Larry \| 206 cm \| 100 kg \| 07-12-1956 \| Indiana State \| \| G/AP \| 30 \| \| Carr, M.L. \| 198 cm \| 93 kg \| 09-01-1951 \| Guilford \| \| G \| 40 \| \| Chaney, Don \| 188 cm \| 82 kg \| 22-03-1946 \| Houston \| \| A/C \| 45 \| \| Cowens, Dave \| 208 cm \| 93 kg \| 25-10-1953 \| Florida State \| \| G/AP \| 42 \| \| Fernsten, Eric \| 196 cm \| 86 kg \| 01-11-1949 \| San Francisco \| \| G \| 43 \| \| Ford, Chris \| 188 cm \| 79 kg \| 11-01-1956 \| Villanova \| \| G \| 20 \| \| Henderson, Gerald \| 193 cm \| 79 kg \| 16-01-1957 \| Virginia Commonwealth \| \| A \| 31 \| \| Judkins, Jeff \| 203 cm \| 93 kg \| 23-03-1955 \| Utah \| \| A/C \| 32 \| \| Maravich, Pete \| 208 cm \| 95 kg \| 22-06-1957 \| LSU \| \| C \| 0 \| \| Maxwell, Cedric \| 213 cm \| 104 kg \| 21-11-1953 \| Charlotte \| \| A/C \| 53 \| \| Robey, Rick \| 211 cm \| 104 kg \| 30-01-1956 \| Kentucky \| | Allenatore - Bill Fitch Assistente/i - K.C. Jones (Vice) - Jimmy Rodgers (Vice) - Ray Melchiorre (Preparatore atletico) Legenda - (C) Capitano - (FA) Free agent - (S) Sospeso - (TW) Contratto Two-way - (GL) Assegnato a squadra G League affiliata - Infortunato Roster • Transazioni · Ultima transazione: 30 giugno 1981 |                        |                   |         |        |              |                       |
| Pos. | Num. | Naz.                   | Nome              | Altezza | Peso   | Data nascita | Provenienza           |
| G | 7 | Stati Uniti (bandiera) | Archibald, Tiny   | 185 cm  | 150 kg | 02-09-1948   | Texas–El Paso         |
| A | 33 | Stati Uniti (bandiera) | Bird, Larry       | 206 cm  | 100 kg | 07-12-1956   | Indiana State         |
| G/AP | 30 | Stati Uniti (bandiera) | Carr, M.L.        | 198 cm  | 93 kg  | 09-01-1951   | Guilford              |
| G | 40 | Stati Uniti (bandiera) | Chaney, Don       | 188 cm  | 82 kg  | 22-03-1946   | Houston               |
| A/C | 45 | Stati Uniti (bandiera) | Cowens, Dave      | 208 cm  | 93 kg  | 25-10-1953   | Florida State         |
| G/AP | 42 | Stati Uniti (bandiera) | Fernsten, Eric    | 196 cm  | 86 kg  | 01-11-1949   | San Francisco         |
| G | 43 | Stati Uniti (bandiera) | Ford, Chris       | 188 cm  | 79 kg  | 11-01-1956   | Villanova             |
| G | 20 | Stati Uniti (bandiera) | Henderson, Gerald | 193 cm  | 79 kg  | 16-01-1957   | Virginia Commonwealth |
| A | 31 | Stati Uniti (bandiera) | Judkins, Jeff     | 203 cm  | 93 kg  | 23-03-1955   | Utah                  |
| A/C | 32 | Stati Uniti (bandiera) | Maravich, Pete    | 208 cm  | 95 kg  | 22-06-1957   | LSU                   |
| C | 0 | Stati Uniti (bandiera) | Maxwell, Cedric   | 213 cm  | 104 kg | 21-11-1953   | Charlotte             |
| A/C | 53 | Stati Uniti (bandiera) | Robey, Rick       | 211 cm  | 104 kg | 30-01-1956   | Kentucky              |